# Zamarce (Navarra)

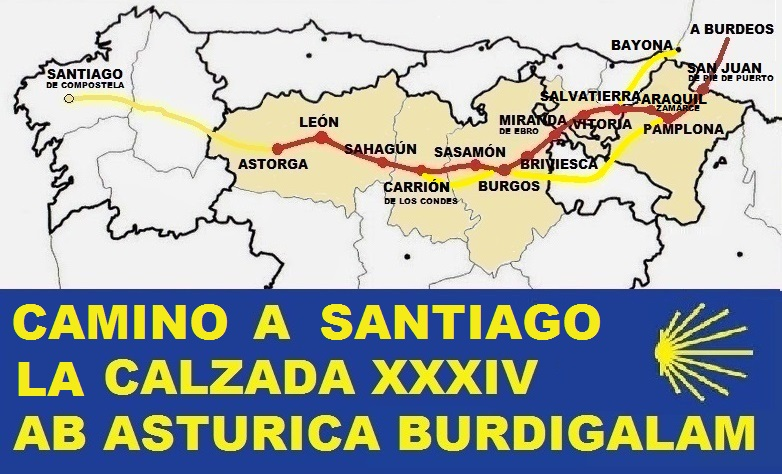
Vía XXXIV, Ab Asturica Burdigalam

Zamarce (en euskera y de forma oficial Zamartze) es un caserío perteneciente al municipio de Huarte-Araquil (Navarra, España), declarado Monumento Histórico-Artístico en 1983. Está ubicado junto al río Araquil, al pie de la Sierra de Aralar, en el camino que conduce al Santuario de San Miguel in Excelsis.

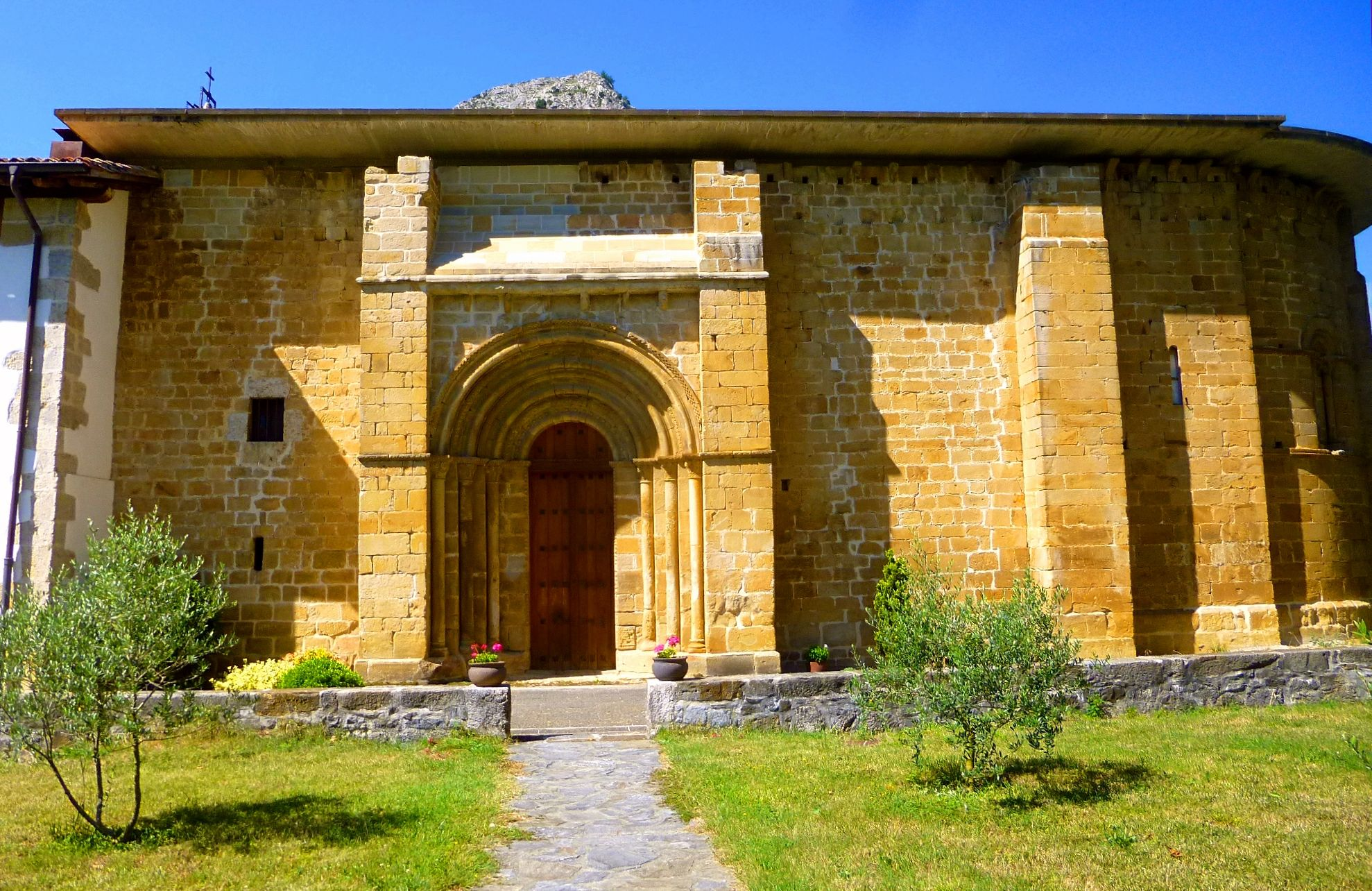
Vista general del conjunto de Zamarce, con la iglesia románica de Santa María en primer término.

## Historia
El origen del enclave se remonta a época romana, en que se fundó en este lugar la mansio de Aracaeli, un asentamiento surgido fundamentalmente para atender a los viajeros de la vía que discurría por el corredor del Araquil.
Las investigaciones arqueológicas en el Monasterio de Zamarce (2010-2015), han ofrecido pruebas concluyentes de la localización de la mansio de Aracaeli, en el iter XXXIV Ab Asturica Burdigalam, Astorga-Burdeos. Los hallazgos de vieiras y un bordón de peregrino en tumbas del monasterio evidencia el uso de Zamarce como hospital de peregrinos entre los siglos X y XIV, en lo que fue el primitivo Camino de Santiago (también llamado antiguo camino o camino olvidado en diferentes medios), precedente del Camino Francés surgido cuando el trazado de la ruta fue desviado más al sur.

## Descripción
El conjunto histórico conservado lo forman tres edificios alineados en dirección E-W. El principal y más antiguo es la iglesia de Santa María (siglo XII), templo románico de nave única que durante la Edad Media fue monasterio dependiente de la catedral de Pamplona.
En la actualidad, el complejo continúa siendo propiedad de la Diócesis de Pamplona-Tudela, que lo atiende y lo ha adecuado como Casa de Espiritualidad para todo tipo de actividades diocesanas y parroquiales.